# (29883) 1999 GB31
A (29883) 1999 GB31 a Naprendszer kisbolygóövében található aszteroida. A LINEAR projekt keretében fedezték fel 1999. április 7-én.